# Oulad Tidrarine
Les Oulad Tidrarine (arabe : أولاد تيدرارين) est une tribu sahraouie d'origine arabe, anciennement considérée comme ayant le statut d'Ansar. Ils parlent l'arabe Hassaniya. Ce sont des musulmans, appartenant à l'école maliki de l'islam sunnite. Ils vivent principalement au Sahara Occidental mais aussi au Maroc et en Mauritanie. 

## Origines
Les Oulad Tidrarine sont l'une des plus anciennes tribus arabes qui se sont installées dans les régions de Saguia el-Hamra et Río de Oro en Afrique du Nord-Ouest, leur foyer d'origine. Beaucoup vivent au Cap Bojador et sur le littoral du sud du Maroc, certains sur la côte de Saguia el-Hamra et quelques branches vivent au sud et à l'est de la Mauritanie. Il y a des membres des factions Oulad Slimane et Lidadsa au Mali.
Le nom Tidrarine est berbère et signifie « petites montagnes ». C'est la forme diminutive d'idrarin ("montagnes").

## Activisme religieux
La tribu a établi des centres de diffusion de la culture islamique, en particulier le long de la région de la côte atlantique. Ils ont reçu la reconnaissance des sultans marocains pour leur travail dans ce domaine.

## Subdivisions claniques
Les Oulad Tidrarine peuvent être divisés en onze clans et vingt-trois sous-clans. Les clans sont :
1. Laboubate
Ils se composent de cinq sous-clans :
- Msilia
- Ahl Hajj
- Asnubat
- Lamnabha
- Ahl Ahmed Msska
- Sawalih

2. Oulad Sidiasin Ben Alilaassam
Ils se composent de trois sous-clans :
- Oulad Slimane
- Da'anin
- Ahl Abrehmat

3. Lidadssa (Alidadsa) 4. Alabobat (Laaboubat)
5. Oulad Sid Ahmed Boghanbur (Oulad Boughanbour)
6. Al Hussinat (Lahssinat) 7. Oulad Ali (Al Alaouiin le brave clan de la tribu) 8. Lahmaidat 9. Ahl Yara 10. Oulad Bousshab 11. Oulad El Ghazi.
Toutes ces factions des Oulad Tidrarine sont liées aux Ansar ; de plus, ils appartiennent à la tribu principale d'Azd qui contient de nombreuses tribus, de même que la tribu de chuhuh aux Emirats arabes unis.
La majorité adhère à des documents certifiés pour prouver leur filiation Ansar. Certains des documents sont stockés dans des morceaux de peau et d'autres dans des morceaux de parchemins.